# Mistrovství světa juniorů v orientačním běhu 2006
17. Mistrovství světa juniorů v orientačním běhu proběhlo v Litvě ve dnech 2. až 7. července 2006. Centrum závodů JMS bylo v lázeňském městě Druskininkai ležícím na soutoku řek Němen a Ratnyčia, nedaleko od hranic s Běloruskem.

## Závod ve sprintu

### Výsledky sprintu
| Muži                                                                               | Muži                                                                               | Muži                                                                               | Muži                                                                               | Muži                                                                               | Ženy                                                                               | Ženy                                                                               | Ženy                                                                               | Ženy                                                                               | Ženy                                                                               |
| ---------------------------------------------------------------------------------- | ---------------------------------------------------------------------------------- | ---------------------------------------------------------------------------------- | ---------------------------------------------------------------------------------- | ---------------------------------------------------------------------------------- | ---------------------------------------------------------------------------------- | ---------------------------------------------------------------------------------- | ---------------------------------------------------------------------------------- | ---------------------------------------------------------------------------------- | ---------------------------------------------------------------------------------- |
| - Traťové parametry: 3,1 km, 15 kontrol, ? m převýšení. - Mapa: ? 1:10 000 E= 2,5m | - Traťové parametry: 3,1 km, 15 kontrol, ? m převýšení. - Mapa: ? 1:10 000 E= 2,5m | - Traťové parametry: 3,1 km, 15 kontrol, ? m převýšení. - Mapa: ? 1:10 000 E= 2,5m | - Traťové parametry: 3,1 km, 15 kontrol, ? m převýšení. - Mapa: ? 1:10 000 E= 2,5m | - Traťové parametry: 3,1 km, 15 kontrol, ? m převýšení. - Mapa: ? 1:10 000 E= 2,5m | - Traťové parametry: 2,5 km, 13 kontrol, ? m převýšení. - Mapa: ? 1:10 000 E= 2,5m | - Traťové parametry: 2,5 km, 13 kontrol, ? m převýšení. - Mapa: ? 1:10 000 E= 2,5m | - Traťové parametry: 2,5 km, 13 kontrol, ? m převýšení. - Mapa: ? 1:10 000 E= 2,5m | - Traťové parametry: 2,5 km, 13 kontrol, ? m převýšení. - Mapa: ? 1:10 000 E= 2,5m | - Traťové parametry: 2,5 km, 13 kontrol, ? m převýšení. - Mapa: ? 1:10 000 E= 2,5m |
| Umístění                                                                           | Země                                                                               | Jméno                                                                              | Čas                                                                                | Ztráta                                                                             | Umístění                                                                           | Země                                                                               | Jméno                                                                              | Čas                                                                                | Ztráta                                                                             |
|                                                                                    | Švédsko                                                                            | Mikael Kristensson                                                                 | 0:11:44                                                                            |                                                                                    |                                                                                    | Norsko                                                                             | Ingunn Hultgreen Weltzienová                                                       | 0:10:46                                                                            |                                                                                    |
|                                                                                    | Švédsko                                                                            | Patrik Karlsson                                                                    | 0:11:53                                                                            | + 0:00:09                                                                          |                                                                                    | Austrálie                                                                          | Johanna Allstonová                                                                 | 0:10:50                                                                            | + 0:00:04                                                                          |
|                                                                                    | Ukrajina                                                                           | Ruslan Glibov                                                                      | 0:11:55                                                                            | + 0:00:11                                                                          |                                                                                    | Švédsko                                                                            | Eva Svenssonová                                                                    | 0:11:25                                                                            | + 0:00:39                                                                          |
| 4                                                                                  | Belgie                                                                             | Jochen Verdeyen                                                                    | 0:11:59                                                                            | + 0:00:15                                                                          | 4                                                                                  | Česko                                                                              | Jana Vaculíková                                                                    | 0:11:32                                                                            | + 0:00:46                                                                          |
| 5                                                                                  | Bělorusko                                                                          | Sergei Ryzhkov                                                                     | 0:12:02                                                                            | + 0:00:18                                                                          | 5                                                                                  | Rusko                                                                              | Ekaterina Terekhovaová                                                             | 0:11:41                                                                            | + 0:00:55                                                                          |
| 6                                                                                  | Austrálie                                                                          | Matthew Parton                                                                     | 0:12:08                                                                            | + 0:00:24                                                                          | 6                                                                                  | Norsko                                                                             | Horn Fanny Welle Strandová                                                         | 0:11:42                                                                            | + 0:00:56                                                                          |

## Závod na krátké trati (Middle)

### Výsledky závodu na krátké trati (Middle)
| Muži                                                                               | Muži                                                                               | Muži                                                                               | Muži                                                                               | Muži                                                                               | Ženy                                                                               | Ženy                                                                               | Ženy                                                                               | Ženy                                                                               | Ženy                                                                               |
| ---------------------------------------------------------------------------------- | ---------------------------------------------------------------------------------- | ---------------------------------------------------------------------------------- | ---------------------------------------------------------------------------------- | ---------------------------------------------------------------------------------- | ---------------------------------------------------------------------------------- | ---------------------------------------------------------------------------------- | ---------------------------------------------------------------------------------- | ---------------------------------------------------------------------------------- | ---------------------------------------------------------------------------------- |
| - Traťové parametry: 4,7 km, 16 kontrol, ? m převýšení. - Mapa: ? 1:10 000 E= 2,5m | - Traťové parametry: 4,7 km, 16 kontrol, ? m převýšení. - Mapa: ? 1:10 000 E= 2,5m | - Traťové parametry: 4,7 km, 16 kontrol, ? m převýšení. - Mapa: ? 1:10 000 E= 2,5m | - Traťové parametry: 4,7 km, 16 kontrol, ? m převýšení. - Mapa: ? 1:10 000 E= 2,5m | - Traťové parametry: 4,7 km, 16 kontrol, ? m převýšení. - Mapa: ? 1:10 000 E= 2,5m | - Traťové parametry: 3,8 km, 14 kontrol, ? m převýšení. - Mapa: ? 1:10 000 E= 2,5m | - Traťové parametry: 3,8 km, 14 kontrol, ? m převýšení. - Mapa: ? 1:10 000 E= 2,5m | - Traťové parametry: 3,8 km, 14 kontrol, ? m převýšení. - Mapa: ? 1:10 000 E= 2,5m | - Traťové parametry: 3,8 km, 14 kontrol, ? m převýšení. - Mapa: ? 1:10 000 E= 2,5m | - Traťové parametry: 3,8 km, 14 kontrol, ? m převýšení. - Mapa: ? 1:10 000 E= 2,5m |
| Umístění                                                                           | Země                                                                               | Jméno                                                                              | Čas                                                                                | Ztráta                                                                             | Umístění                                                                           | Země                                                                               | Jméno                                                                              | Čas                                                                                | Ztráta                                                                             |
|                                                                                    | Česko                                                                              | Jan Beneš                                                                          | 0:25:09                                                                            |                                                                                    |                                                                                    | Norsko                                                                             | Betty Ann Bjerkreim Nilsenová                                                      | 0:26:19                                                                            |                                                                                    |
|                                                                                    | Dánsko                                                                             | Søren Bobach                                                                       | 0:25:09                                                                            |                                                                                    |                                                                                    | Finsko                                                                             | Ulrika Uotilaová                                                                   | 0:26:38                                                                            | + 0:00:19                                                                          |
|                                                                                    | Norsko                                                                             | Olav Lundanes                                                                      | 0:25:14                                                                            | + 0:00:05                                                                          |                                                                                    | Dánsko                                                                             | Signe Klintingová                                                                  | 0:26:57                                                                            | + 0:00:38                                                                          |
| 4                                                                                  | Litva                                                                              | Jonas Vytautas Gvildys                                                             | 0:25:21                                                                            | + 0:00:12                                                                          | 4                                                                                  | Švédsko                                                                            | Anna Humlaröd Perssonová                                                           | 0:27:05                                                                            | + 0:00:46                                                                          |
| 5                                                                                  | Finsko                                                                             | Olli Markus Taivainen                                                              | 0:25:37                                                                            | + 0:00:28                                                                          | 5                                                                                  | Švédsko                                                                            | Eva Svenssonová                                                                    | 0:27:14                                                                            | + 0:00:55                                                                          |
| 5                                                                                  | Estonsko                                                                           | Markus Puusepp                                                                     | 0:25:37                                                                            | + 0:00:28                                                                          | 6                                                                                  | Norsko                                                                             | Silje Ekroll Jahrenová                                                             | 0:27:39                                                                            | + 0:01:20                                                                          |

## Závod na klasické trati (Long)

### Výsledky závodu na klasické trati (Long)
| Muži                                                                               | Muži                                                                               | Muži                                                                               | Muži                                                                               | Muži                                                                               | Ženy                                                                              | Ženy                                                                              | Ženy                                                                              | Ženy                                                                              | Ženy                                                                              |
| ---------------------------------------------------------------------------------- | ---------------------------------------------------------------------------------- | ---------------------------------------------------------------------------------- | ---------------------------------------------------------------------------------- | ---------------------------------------------------------------------------------- | --------------------------------------------------------------------------------- | --------------------------------------------------------------------------------- | --------------------------------------------------------------------------------- | --------------------------------------------------------------------------------- | --------------------------------------------------------------------------------- |
| - Traťové parametry: 12,5 km, 23 kontrol, ? m převýšení. - Mapa: ? 1:15 000 E= 5 m | - Traťové parametry: 12,5 km, 23 kontrol, ? m převýšení. - Mapa: ? 1:15 000 E= 5 m | - Traťové parametry: 12,5 km, 23 kontrol, ? m převýšení. - Mapa: ? 1:15 000 E= 5 m | - Traťové parametry: 12,5 km, 23 kontrol, ? m převýšení. - Mapa: ? 1:15 000 E= 5 m | - Traťové parametry: 12,5 km, 23 kontrol, ? m převýšení. - Mapa: ? 1:15 000 E= 5 m | - Traťové parametry: 8,6 km, 17 kontrol, ? m převýšení. - Mapa: ? 1:15 000 E= 5 m | - Traťové parametry: 8,6 km, 17 kontrol, ? m převýšení. - Mapa: ? 1:15 000 E= 5 m | - Traťové parametry: 8,6 km, 17 kontrol, ? m převýšení. - Mapa: ? 1:15 000 E= 5 m | - Traťové parametry: 8,6 km, 17 kontrol, ? m převýšení. - Mapa: ? 1:15 000 E= 5 m | - Traťové parametry: 8,6 km, 17 kontrol, ? m převýšení. - Mapa: ? 1:15 000 E= 5 m |
| Umístění                                                                           | Země                                                                               | Jméno                                                                              | Čas                                                                                | Ztráta                                                                             | Umístění                                                                          | Země                                                                              | Jméno                                                                             | Čas                                                                               | Ztráta                                                                            |
|                                                                                    | Norsko                                                                             | Anders Skarholt                                                                    | 1:10:41                                                                            |                                                                                    |                                                                                   | Austrálie                                                                         | Johanna Allstonová                                                                | 0:53:57                                                                           |                                                                                   |
|                                                                                    | Norsko                                                                             | Olav Lundanes                                                                      | 1:13:21                                                                            | + 0:02:40                                                                          |                                                                                   | Norsko                                                                            | Betty Ann Bjerkreim Nilsenová                                                     | 0:58:35                                                                           | + 0:04:38                                                                         |
|                                                                                    | Estonsko                                                                           | Markus Puusepp                                                                     | 1:16:57                                                                            | + 0:06:16                                                                          |                                                                                   | Švédsko                                                                           | Elin Skantzeová                                                                   | 1:00:13                                                                           | + 0:06:16                                                                         |
| 4                                                                                  | Švédsko                                                                            | Mikael Kristensson                                                                 | 1:17:43                                                                            | + 0:07:02                                                                          | 4                                                                                 | Švédsko                                                                           | Eva Svenssonová                                                                   | 1:01:54                                                                           | + 0:07:57                                                                         |
| 5                                                                                  | Slovensko                                                                          | Michal Krajčík                                                                     | 1:18:06                                                                            | + 0:07:25                                                                          | 5                                                                                 | Rusko                                                                             | Tatiana Kozlovová                                                                 | 1:03:27                                                                           | + 0:09:30                                                                         |
| 6                                                                                  | Dánsko                                                                             | Christian Bobach                                                                   | 1:18:09                                                                            | + 0:07:28                                                                          | 6                                                                                 | Norsko                                                                            | Ingunn Hultgreen Weltzienová                                                      | 1:03:38                                                                           | + 0:09:41                                                                         |

## Štafetový závod

### Výsledky štafetového závodu
| Muži                                                                              | Muži                                                                              | Muži                                                                              | Muži                                                                              | Muži                                                                              | Ženy                                                                     | Ženy                                                                     | Ženy                                                                     | Ženy                                                                     | Ženy                                                                     |
| --------------------------------------------------------------------------------- | --------------------------------------------------------------------------------- | --------------------------------------------------------------------------------- | --------------------------------------------------------------------------------- | --------------------------------------------------------------------------------- | ------------------------------------------------------------------------ | ------------------------------------------------------------------------ | ------------------------------------------------------------------------ | ------------------------------------------------------------------------ | ------------------------------------------------------------------------ |
| - Traťové parametry : 10,0 km, 24 kontrol, ? m převýšení - Mapa: ? 1:15 000 E= 5m | - Traťové parametry : 10,0 km, 24 kontrol, ? m převýšení - Mapa: ? 1:15 000 E= 5m | - Traťové parametry : 10,0 km, 24 kontrol, ? m převýšení - Mapa: ? 1:15 000 E= 5m | - Traťové parametry : 10,0 km, 24 kontrol, ? m převýšení - Mapa: ? 1:15 000 E= 5m | - Traťové parametry : 10,0 km, 24 kontrol, ? m převýšení - Mapa: ? 1:15 000 E= 5m | - Parametry : 6,8 km, 16 kontrol, ? m převýšení - Mapa: ? 1:15 000 E= 5m | - Parametry : 6,8 km, 16 kontrol, ? m převýšení - Mapa: ? 1:15 000 E= 5m | - Parametry : 6,8 km, 16 kontrol, ? m převýšení - Mapa: ? 1:15 000 E= 5m | - Parametry : 6,8 km, 16 kontrol, ? m převýšení - Mapa: ? 1:15 000 E= 5m | - Parametry : 6,8 km, 16 kontrol, ? m převýšení - Mapa: ? 1:15 000 E= 5m |
| Umístění                                                                          | Země                                                                              | Jméno                                                                             | Čas                                                                               | Ztráta                                                                            | Umístění                                                                 | Země                                                                     | Jméno                                                                    | Čas                                                                      | Ztráta                                                                   |
|                                                                                   | Estonsko                                                                          | Mihkel Järveoja Timo Sild Markus Puusepp                                          | 2:18:42                                                                           |                                                                                   |                                                                          | Rusko                                                                    | Ekaterina Terekhovová Tatiana Kozlovová Maria Shilovová                  | 1:54:35                                                                  |                                                                          |
|                                                                                   | Švédsko                                                                           | Fredrik Johansson John Fredriksson Mikael Kristensson                             | 2:20:21                                                                           | + 0:01:39                                                                         |                                                                          | Švédsko                                                                  | Linnea Lidströmová Anna Humlaröd Perssonová Eva Svenssonová              | 1:55:26                                                                  | + 0:00:51                                                                |
|                                                                                   | Norsko                                                                            | Anders Skarholt Erik Sagvolden Olav Lundanes                                      | 2:20:40                                                                           | + 0:01:58                                                                         |                                                                          | Finsko                                                                   | Sofia Haajanenová Saila Kinniová Heini Wennmanová                        | 1:55:37                                                                  | + 0:01:02                                                                |
| 4                                                                                 | Česko                                                                             | Adam Chromý Jan Beneš Vojtěch Král                                                | 2:22:49                                                                           | + 0:04:07                                                                         | 4                                                                        | Dánsko                                                                   | Maja Almová Signe Klintingová Ane Lindeová                               | 1:56:34                                                                  | + 0:01:59                                                                |
| 5                                                                                 | Litva                                                                             | Vilius Aleliūnas Vytautas Beliūnas Jonas Vytautas Gvildys                         | 2:23:41                                                                           | + 0:04:59                                                                         | 5                                                                        | Norsko                                                                   | Kval Guro Flateová Mali Fjogstad Nielsenová Horn Fanny Welle Strandová   | 1:57:28                                                                  | + 0:02:53                                                                |
| 6                                                                                 | Dánsko                                                                            | Christian Bobach Nielsen Emil Folino Rasmus Djurhuus                              | 2:24:30                                                                           | + 0:05:48                                                                         | 6                                                                        | Švýcarsko                                                                | Sara Würmliová Rahel Friederichová Sara Lüscherová                       | 2:01:03                                                                  | + 0:06:28                                                                |

## Česká juniorská reprezentace na JMS
| Muži                       | Muži                       | Muži                       | Muži                       | Muži                       | Ženy                        | Ženy                        | Ženy                        | Ženy                        | Ženy                        |
| -------------------------- | -------------------------- | -------------------------- | -------------------------- | -------------------------- | --------------------------- | --------------------------- | --------------------------- | --------------------------- | --------------------------- |
| - Umístění českých juniorů | - Umístění českých juniorů | - Umístění českých juniorů | - Umístění českých juniorů | - Umístění českých juniorů | - Umístění českých juniorek | - Umístění českých juniorek | - Umístění českých juniorek | - Umístění českých juniorek | - Umístění českých juniorek |
| Jméno                      | Sprint                     | Middle                     | Long                       | Štafety                    | Jméno                       | Sprint                      | Middle                      | Long                        | Štafety                     |
| Jan Beneš                  | 7. místo                   | 1. místo                   | 15. místo                  | 4. místo                   | Jana Vaculíková             | 4. místo                    | 45. místo                   | 25. místo                   | x                           |
| Adam Chromý                | 10. místo                  | 15. místo                  | 25. místo                  | 4. místo                   | Simona Karochová            | 64. místo                   | WB4. místo                  | 34. místo                   | 8. místo                    |
| Štěpán Kodeda              | 19. místo                  | 14. místo                  | 27. místo                  | x                          | Lucie Krafková              | 23. místo                   | 57. místo                   | 77. místo                   | 8. místo                    |
| Vojtěch Král               | 22. místo                  | MB34. místo                | 80. místo                  | 4. místo                   | Lucie Machutová             | 25. místo                   | 41. místo                   | 28. místo                   | x                           |
| Eduard Šmehlík             | 41. místo                  | 41. místo                  | 50. místo                  | x                          | Iveta Duchová               | 28. místo                   | 16. místo                   | 43. místo                   | x                           |
| Martin Henych              | 23. místo                  | MB28. místo                | 116. místo                 | x                          | Monika Doležalová           | 45. místo                   | 34. místo                   | 32. místo                   | 8. místo                    |

## Medailová klasifikace podle zemí
| Medailová klasifikace podle zemí | Medailová klasifikace podle zemí | Medailová klasifikace podle zemí | Medailová klasifikace podle zemí | Medailová klasifikace podle zemí | Medailová klasifikace podle zemí |
| Umístění                         | Země                             | Zlato                            | Stříbro                          | Bronz                            | Součet                           |
| -------------------------------- | -------------------------------- | -------------------------------- | -------------------------------- | -------------------------------- | -------------------------------- |
| 1.                               | Norsko                           | 3                                | 2                                | 2                                | 7                                |
| 2.                               | Švédsko                          | 1                                | 3                                | 2                                | 6                                |
| 3.                               | Dánsko                           | 1                                | 1                                | 1                                | 3                                |
| 4.                               | Austrálie                        | 1                                | 1                                | -                                | 2                                |
| 5.                               | Estonsko                         | 1                                | -                                | 1                                | 2                                |
| 6.                               | Česko                            | 1                                | -                                | -                                | 1                                |
| 6.                               | Rusko                            | 1                                | -                                | -                                | 1                                |
| 8.                               | Finsko                           | -                                | 1                                | 1                                | 2                                |
| 9.                               | Ukrajina                         | -                                | -                                | 1                                | 1                                |